# 페르비디콕쿠스 폰치스
페르비디콕쿠스 폰치스는 페르비디콕쿠스속에 속하는 한 종이다.